# 南滋賀駅
南滋賀駅（みなみしがえき）は、滋賀県大津市南志賀三丁目にある、京阪電気鉄道石山坂本線の停留場。駅番号はOT17。

## 歴史

### 年表
- 1927年（昭和2年）5月15日：琵琶湖鉄道汽船山上（廃止） - 松ノ馬場間開通時に開業。
- 1929年（昭和4年）4月11日：会社合併により京阪電気鉄道石山坂本線の停留場となる。
- 1943年（昭和18年）10月1日：会社合併により京阪神急行電鉄（現・阪急電鉄）の停留場となる。
- 1949年（昭和24年）12月1日：会社分離により、改めて京阪電気鉄道の停留場となる。

### 駅名について
当駅設置当時、付近は滋賀郡滋賀村大字南滋賀（旧滋賀郡南滋賀村）だったため、南滋賀駅を名乗っている。そのため住居表示で成立した現在の所在地名、南志賀とは字が異なっている。

## 停留場構造

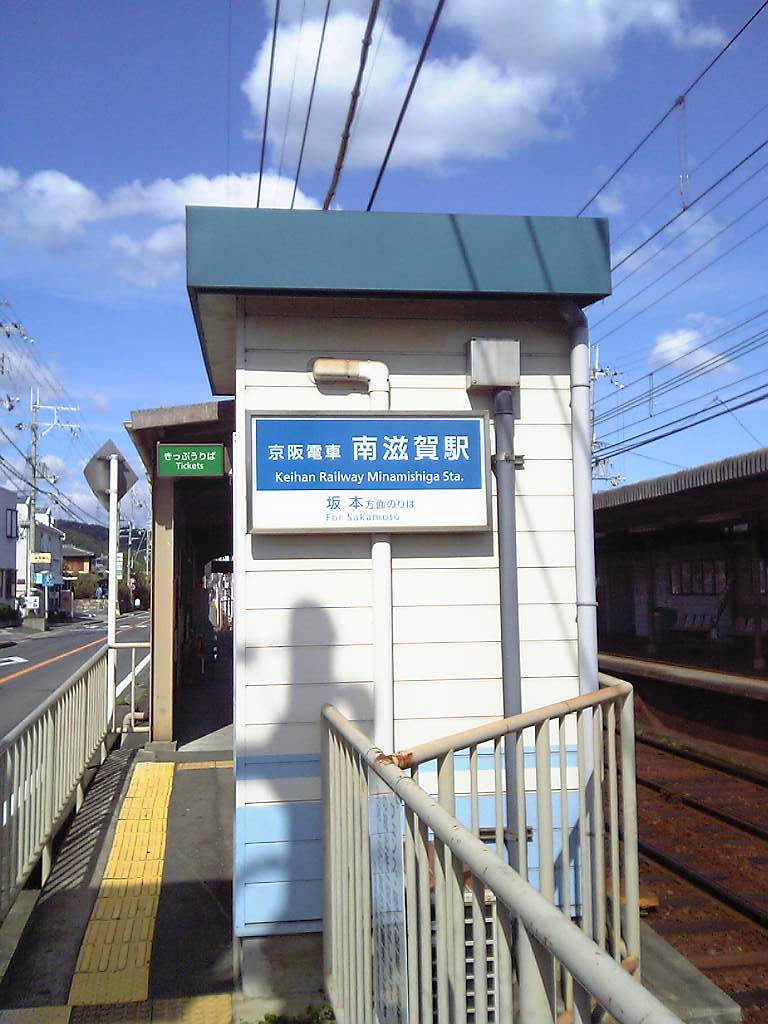
坂本方面ホーム南側入口（2009年10月）

相対式ホーム2面2線を持つ地上駅。終日無人駅である。駅舎は設けられておらず、直接ホームに入る形となる。出入口は双方のホームの両端にある。なお、互いのホームを結ぶ構内踏切等は設けられていない。PiTaPa（ICOCA）など全国相互利用ICカード利用時には専用のカードリーダーにかざして出入りする。

### のりば
| ホーム | 路線        | 方向 | 行先                     |
| ------ | ----------- | ---- | ------------------------ |
| 西側   | ▼石山坂本線 | 下り | 坂本比叡山口方面         |
| 東側   | ▼石山坂本線 | 上り | びわ湖浜大津・石山寺方面 |

- ホーム有効長は2両。のりば番号は設定されていない。

## 停留場周辺
駅名同様に旧町名の滋賀を名乗る施設も多い。なお小学校は住居表示以前の1947年（昭和22年）に改称し志賀を名乗っている。
- 大津市滋賀市民センター
- 南滋賀町公会所
- 大津南志賀郵便局
- 大津市立志賀幼稚園
- 大津市立志賀小学校
- 大伴黒主神社
- 南滋賀町廃寺跡[3]
- 大津自動車教習所
- 西大津バイパス（国道161号）
- 京都府道・滋賀県道30号下鴨大津線
- 滋賀県道47号伊香立浜大津線

### バス路線
かつては駅前の県道沿いに「郵便局前」バス停があり、比叡山坂本駅・唐崎駅や石山駅方面へ向かう京阪バスの路線があったが、2006年に全廃された。

## 隣の停留場
京阪電気鉄道
▼石山坂本線
近江神宮前駅 (OT16) - 南滋賀駅 (OT17) - 滋賀里駅 (OT18)